# Assunta Scutto
Assunta Scutto (ur. 17 stycznia 2002) – włoska judoczka. Olimpijka z Paryża 2024, gdzie zajęła siódme miejsce w wadze ekstralekkiej.
Triumfatorka mistrzostw świata w 2025; druga w 2024; trzecia w 2022 i 2023. Startowała w Pucharze Świata w 2020 i 2021. Brązowa medalistka mistrzostw Europy w 2025; siódma w 2022. Mistrzyni świata juniorek w 2021 i druga w 2022. Pierwsza na mistrzostwach kraju w 2019 i 2021 roku.

## Letnie Igrzyska Olimpijskie 2024
| Konkurencja | Eliminacje                  | Eliminacje             | Repasaże               | Klas. końcowa |
| Konkurencja | Przeciwnik I                | 1/4                    | Przeciwnik I           | Miejsce       |
| ----------- | --------------------------- | ---------------------- | ---------------------- | ------------- |
| 48 kg       | Maria Celia Laborde (USA) Z | Tara Babulfath (SWE) P | Shirine Boukli (FRA) P | 7.            |